# Duralumini

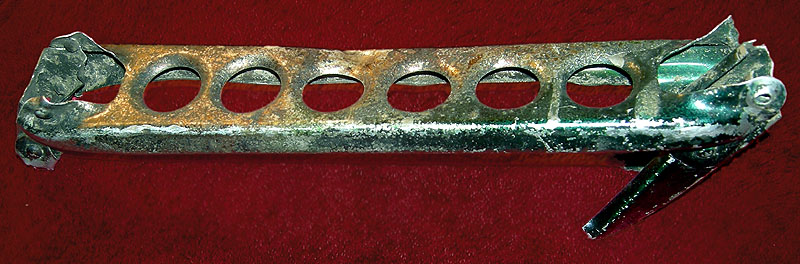
Peça de duralumini del dirigible Zeppelin "Hindenburg" (DLZ129)

El duralumini és un aliatge d'alumini, coure (3,5 %-4,5 %) i magnesi (0,5 %) així com manganès (0,25 %-1,0 %). Forma part de la família dels aliatges d'alumini-coure (sèrie 2000), anomenada dels duraluminis.
El duralumini fou descobert a principis del segle xx a l'Alemanya prussiana per l'enginyer metal·lúrgic Alfred Wilm que cercava un aliatge d'alumini millorat en un centre d'investigació de propietat militar situat a Neubabelsberg, just al sud-oest de Berlín. El nom Duraluminium 'duralumini' és una contracció del nom de la població de Düren a Alemanya, on fou produït industrialment per primera vegada, i de l'alemany Aluminium 'alumini'. Les connexions internacionals, així com la dura competència, van acompanyar les primeres investigacions sobre aquest aliatge a principis del segle xx.
La seva composició mitjana és de 94,5 % d’alumini, 4 % de coure, 0,5 % de manganès i 1 % de ferro i altres. El duralumini té característiques pròximes a les de l’acer corrent; la càrrega mitjana de ruptura és de 42 kg/mm2, l’allargament, del 20 %, i la densitat, de 2,7 g cm–3. Aquesta combinació de lleugeresa i resistència mecànica és la seva millor qualitat. Pot ser treballat pels mateixos procediments que l’acer: màquina eina, laminat, forja, estanyat, etc. Hom n'obté les característiques mecàniques per escalfament fins a 550 °C, seguit d’un tremp amb aigua, i deixant-lo refredar a l’aire. Aleshores es produeix la maduració o enduriment estructural, que hom pot considerar acabat al cap d’una setmana. Les mateixes característiques poden ser aconseguides per un reveniment, després del tremp, a una temperatura de 150 °C durant 6 hores. Després del tremp el duralumini és mal·leable durant unes quantes hores, i hom ho aprofita per a donar-li forma. Hom pot evitar durant un quant temps l’enduriment de l’aliatge mantenint-lo a baixa temperatura (–40 °C), i així és possible de treballar-lo mecànicament. Amb certes addicions hom en pot millorar algunes de les propietats particulars: el níquel augmenta la resistència al fregadís, el plom en facilita el treball de mecanització, el crom n'augmenta la resistència, etc., i això dona lloc a una sèrie de duraluminis especials.

## Història
L'any 1882 l'alumini era considerat un metall de sorprenent raresa del qual es produïen a tot el món menys de 2 tones anuals. El 1884 se seleccionà l'alumini com a material per al vèrtex del Monument a Washington, en una època en què l'unça (30 grams) costava l'equivalent al sou diari dels obrers que intervenien en el projecte; tenia el mateix valor que l'argent. Tanmateix, amb les millores dels processos els preus van baixar contínuament fins a col·lapsar-se el 1889 després de descobrir-se un mètode senzill d'extracció. La invenció de la dinamo per Siemens el 1866 proporcionà la tècnica adequada per a produir l'electròlisi de l'alumini. La invenció del procés Hall-Héroult a 1886 (patentat independentment per Héroult a França i Hall als EUA) abaratí el procés d'extracció de l'alumini a partir del mineral, la qual cosa possibilità, juntament amb el procés Bayer (inventat l'any següent, i que obté òxid d'alumini Al2O3 pur a partir de la bauxita), que s'estengués el seu ús fins a fer comú en multitud d'aplicacions.
La densitat de l'alumini és molt inferior a la del ferro. A temperatura ambient, té una densitat de 2,7 g cm–3 mentre que la del ferro és de 7,9 g cm–3, més de tres vegades més. Aleshores s'entén el potencial interès de l'alumini tant per a la indústria armamentística com per a la civil. Tanmateix, l'alumini metàl·lic pur té un gran inconvenient per a aplicacions diferents de les purament decoratives, ja que és molt dúctil. Però se sabia que l'addició d'estany al coure forma un aliatge, el bronze, més dur que el coure, i l'addició de carboni al ferro, amb un tractament tèrmic acurat, dona acer. Per tant, es podia esperar millorar les propietats de l'alumini amb un tractament adequat que encara quedava per trobar. L'armament fou en bona part el motor de totes aquestes investigacions, sens dubte més que la fabricació d'instruments musicals, com els gongs asiàtics, les campanes europees o els instruments de metall d'una orquestra. Per exemple, després d'haver-se fet amb bronze (amb un 10 % d'estany en pes) des del segle xv, alguns canons es fabricaren de ferro forjat, després d'acer. L'acer ofereix un bon compromís entre els requisits de duresa i de resistència a l'impacte, ja que un canó ha de ser alhora molt sòlid sense ser massa fràgil (no trencar amb el primer tir). El poder de les potències depenia en part de la qualitat de la seva metal·lúrgia. Els canons Krupp utilitzats per Alemanya contra França el 1870 eren de millor qualitat que els francesos.

Prússia el 1871, moment de màxima expansió.

Les potències europees, els Estats Units i el Japó, a finals del segle xix, seguiren la lògica de l'evolució industrial i militar, i s'orientaren cada cop més cap a l'estudi i la millora científica dels aliatges metàl·lics. El rei Guillem II de Prússia (1859-1941), i alhora emperador d'Alemanya de 1888 a 1918, seguí una política exterior agressiva recolzada constantment per una política militar-industrial eficient. Les autoritats militars prussianes volien aliatges lleugers i resistents per a la millora de les armes lleugeres, i és gairebé tota la poderosa indústria metal·lúrgica alemanya la que s'orientà en aquesta direcció. L'enginyer Alfred Wilm (1869-1937) començà a treballar com investigador al Centre d'Investigació Científica i Tècnica situat a Neubabelsberg, uns quants quilòmetres al sud-oest de Berlín, per dur a terme una recerca sistemàtica sobre els aliatges d'alumini a partir del 1902. L'octubre de 1903 patentà (Kaiserliches Patentamt 170.085) un aliatge d'alumini amb un 3,5-5,5 % de coure i menys d'un 1 % de magnesi i manganès concedida el 1906. Wilm millorà l'aliatge inicial afegint petites quantitats de magnesi. Aquest aliatge resultà dur, sense ser fràgil, i romangué lleuger com l'alumini. Wilm continuà el seu treball de millora de manera metòdica, en termes d'aliatge i tractament tèrmic, fins que el professor Richard Stribeck (1861-1950), que l'havia contractat, deixà el centre de Neubabelsberg el 1909 per incorporar-se a Krupp a Essen. Alfred Wilm abandonà així l'institut de recerca recuperant els seus drets de patent. Diposità a títol purament personal una patent definitiva: «Procés d'elaboració d'aliatges d'alumini que contenen magnesi, caracteritzat pel fet que els aliatges, després de l'últim escalfament en el curs de la fabricació, s'exposen a temperatures superiors a 420 °C i després es deixen un temps per a una millora automàtica», el 20 de març de 1909 (Kaiserliches Patentamt 244.554) que es fe pública només el 9 de març de 1912.

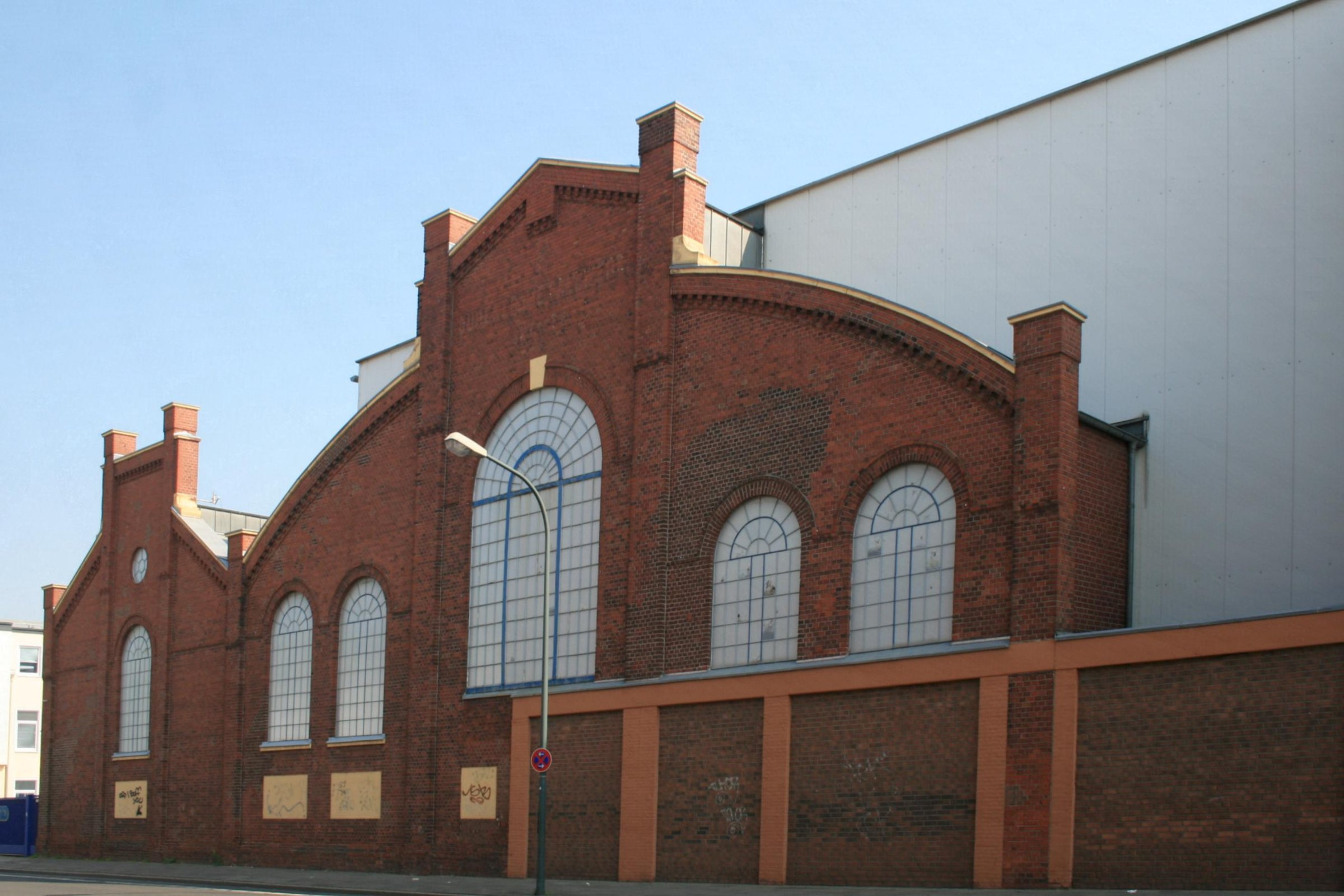
Instal·lacions de la Dürener Metallwerke AG.

Düren és una petita ciutat de Rin del Nord-Westfàlia i aleshores es trobava en territori prussià. Les foneries d'allà, la Dürener Metallwerke AG, havien estat afiliades a les fàbriques alemanyes d'armes i municions (la Deutsche Waffen- und Munitionsfabriken Aktien-Gesellschaft o DWM) la seu de les quals era a Berlín. Estava previst que aquestes fàbriques s'encarreguessin de la producció a gran escala d'aliatges interessants fruit de la recerca realitzada a Neubabelsberg. Així, de manera concertada entre les autoritats militars, Alfred Wilm i les foneries de Düren, aquestes fàbriques adquiriren els drets de producció de la invenció de Wilm. La fabricació d'aquest i d'altres aliatges començà així en quantitat industrial a Düren. Wilm havia proposat primer batejar el seu aliatge Hartaluminium, però aquest nom el canvià per Duraluminium, per a una millor comprensió internacional. En efecte, el químic-enginyer Adolf Hupertz (1857 –1932), que havia fundat la Dürener Metallwerke el 1885 amb l'empresari Felix Banning, ja havia desenvolupat molts aliatges als quals havia donat el nom de “Durana-Metalle”. Hi havia, doncs, un joc de paraules, científicament i comercialment justificat respecte a la marca internacional.

## Aplicacions

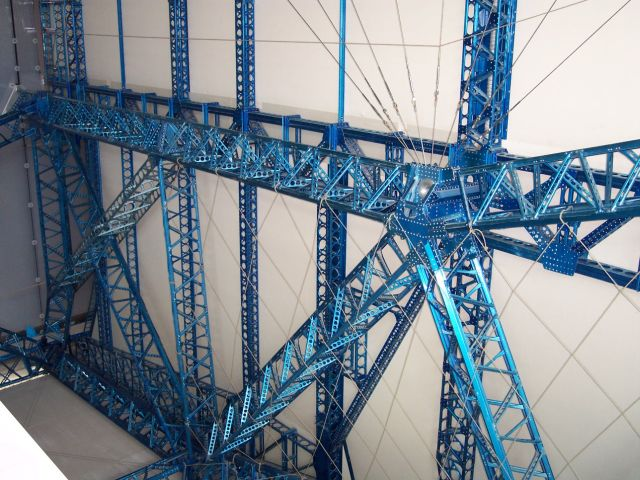
Estructura de duralumini d'un dirigible.

Llista d'aplicacions típiques dels duraluminis o aliatges Al-Cu (sèrie 2000). El primer nombre de la sèrie, en aquest cas el 2, indica que el component majoritari que segueix a l'alumini és el coure. El segon dígit indica una modificació consecutiva de l'aliatge original o els límits d'impuresa; on el 0 s'utilitza per a l'aliatge original i els sencers de l'1 al 9 indiquen les modificacions de l'aliatge. El tercer i quart dígits són variacions individuals d'aliatge (el nombre no té significat, però és únic).

### Aliatges alumini-coure semblants al duralumini original
- 2011: fils, rodets i barres per parts de les màquines de cosir. Aplicacions on es necessita un bon mecanitzat i resistència. La seva composició és: Cu 5-6 %, Fe 0,7 %, Bi+Pb 0,2-0,6 %, Si 0,4 %, Zn 0,3 % i la resta alumini.[8]
- 2014: peces forjades d'elevada càrrega, plaques i extrusions per ajustaments d'avions, rodes i grans components estructurals, estructures i dipòsits de combustible per a coets, xassís de camions i peces de suspensions. Aplicacions on cal gran resistència i duresa i operativitat a temperatures elevades. Té una composició: Al 93,5 %, Cu 4,4 %, Si 0,80 %, Mg 0,50 %, Cr ≤ 0,10 % i Mn ≤ 0,60 %. La seva densitat és de 2,8 g/cm3.[9]
- 2017: És l'aliatge del duralumini original.[10]
- 2024:  S'utilitza principalment en aplicacions que requereixen una elevada relació resistència/pes i una bona resistència a la fatiga. Té la propietat de poder-se soldar, però només mitjançant soldadura per fricció. L'aliatge 2024 es redueix a partir d'un estat de tractament tèrmic entre 399 i 427 °C durant aproximadament 2 hores, després es refreda lentament al forn. Alternativament, l'aliatge 2024 es pot recollir entre operacions de treball en fred a 343 °C durant 2 hores i refredat en aire. L'aliatge d'alumini 2024 és un dels aliatges d'alumini d'alta resistència més coneguts per l'alta resistència i l'excel·lent resistència a la fatiga. Amb aquestes propietats i característiques, s'utilitza àmpliament i comunament en les aplicacions següents: Components estructurals d'aeronaus (estructures de l'ala i del fuselatge sotmeses a tensió), accessoris per a avions, maquinari, rodes de camió i peces per a la indústria del transport. Té una composició: Al 93,5 %, Cu 4,4 %, Mg 1,50 % i Mn 0,60 %. La seva densitat és de 2,77 g/cm3 i un punt de fusió de 510 °C.[11]

| Duresa de Brinell | Duresa de Knoop | Duresa de Rockwell A | Duresa de Rockwell B | Duresa de Vickers | Resistència a la tracció (MPa) | Allargament a la ruptura (%) | Mòdul d'elasticitat (GPa) | Resistència màxima al rodament (MPa) | Límit elàstic del rodament (MPa) | Relació de Poisson | Resistència a la fatiga (MPa) | Mòdul de cisallament (GPa) | Resistència per cisallament (MPa) |
| ----------------- | --------------- | -------------------- | -------------------- | ----------------- | ------------------------------ | ---------------------------- | ------------------------- | ------------------------------------ | -------------------------------- | ------------------ | ----------------------------- | -------------------------- | --------------------------------- |
| 120               | 150             | 46,8                 | 75                   | 137               | 469-324                        | 19-20                        | 73,1                      | 814                                  | 441                              | 0,33               | 138                           | 28                         | 283                               |

- 2036: Planxes per carcasses de cotxes.
- 2048: Planxes i llantes en components estructurals per a aplicacions aeroespacials i equipament militar.

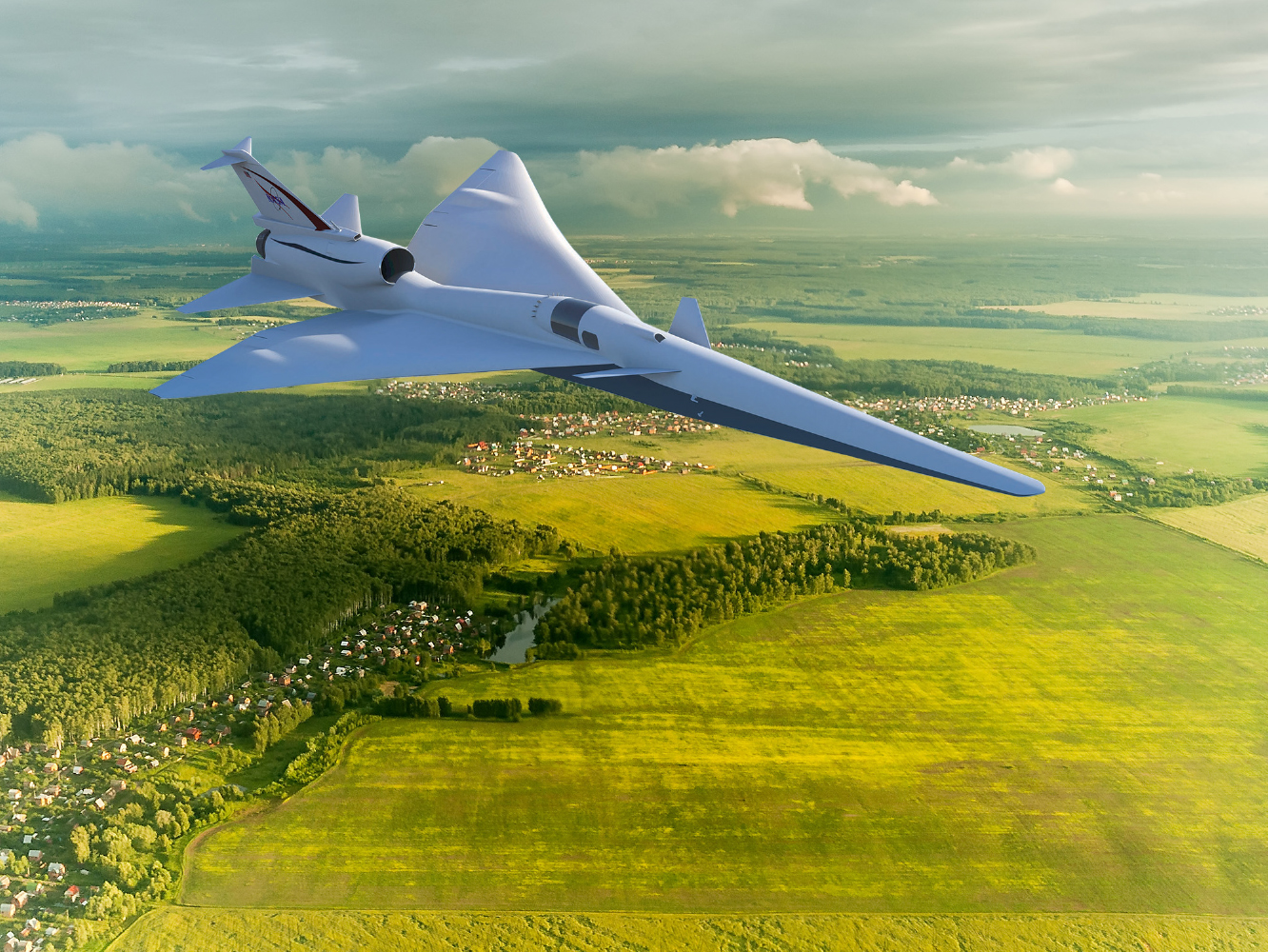
Els avions supersònics duen components de l'aliatge 2219.

### Altres aliatges d'alumini i coure
- 2141: Planxes de gruix de 40 a 150 mm per a estructures d'avions.
- 2218: Peces forjades, pistons d'avions i de motors dièsel; capçals cilíndrics de motors d'avió; rotors i anells de compressió en motors de reacció.
- 2219: Oxidant en soldadures espacials i en dipòsits de combustible, recobriments d'avions supersònics i components estructurals. De ràpida aplicació en soldadures per a aplicacions amb un rang molt ampli de temperatures, de –270 °C a 300 °C. Amb alta tenacitat, un tremp T8 li dona molta resistència a les esquerdes per corrosió. Té una composició: Al 93 %, Cu 6,3 %, Mg 0,30 %, Zr 0,18 %, V 0,10 % i Ti 0,06 %. La seva densitat és de 2,84 g/cm3.[12]
- 2618: Peces forjades manualment. Pistons i peces rotatives de motors d'avions que operen a alta temperatura. Motlles de pneumàtics.